# Laureano Gómez Castro
Laureano Eleuterio Gómez Castro (Bogotà, 20 febbraio 1889 – Bogotà, 13 luglio 1965) è stato un politico colombiano.
È stato Presidente della Colombia dall'agosto 1950 al novembre 1951, come rappresentante del Partito Conservatore Colombiano. Non concluse il suo mandato per motivi di salute e fu costretto a cedere il potere a Roberto Urdaneta Arbeláez, che lo gestì ad interim fino al giugno 1953.
Dal marzo 1948 all'aprile dello stesso anno fu Ministro degli affari esteri sotto la presidenza di Mariano Ospina Pérez. Inoltre, dal giugno 1925 all'agosto 1926, fu Ministro dei lavori pubblici sotto la presidenza di Pedro Nel Ospina Vázquez.